# Groupe spartakiste Japon
 (février 2018).
Si vous disposez d'ouvrages ou d'articles de référence ou si vous connaissez des sites web de qualité traitant du thème abordé ici, merci de compléter l'article en donnant les références utiles à sa vérifiabilité et en les liant à la section « Notes et références ».
Pour les articles homonymes, voir GSJ.
Le Groupe spartakiste Japon ou GSJ (スパルタシストにほんグループ、Spartacist Group Japan) est une organisation issue de la nouvelle gauche japonaise, et affilié internationalement à la Ligue communiste internationale (quatrième internationaliste), dont le siège est aux États-Unis

## Histoire
Après la séparation d'avec la Section japonaise de la quatrième internationale (fraction bolchevik-léniniste)  (Dayon Intânashonaru), la fraction nommée « Groupe d'étude des sciences historiques », basé sur la cellule de l'université Chūō, s'est rapprochée de la Tendance Internationale Spartakiste, l'ancêtre de la LCI-QI. La moitié de ses membres environ était d'origine américaine.

## Prises de positions
Le groupe s'est élevé contre la lutte pour l'annulation de l'aéroport de Narita, et a appelé les autres groupes qui y participait à « cesser cette folie ».
Il met l'accent sur les luttes de libération sexuelle, l'abolition des peines pour homosexualité et prostitution, et la dépénalisation de la pornographie, le GSJ a notamment pris position pour Nina Hartley.
Le GSJ a également animée les protestations contre la peine de mort, au Japon et aux États-Unis, avec le comité local pour la libération de Mumia Abu-Jamal.
Le groupe est connu pour participer aux  rassemblements d'autres partis afin de prendre la parole et les critiquer.